# 美國選民登記
美國選民登記是指美国選民參加美國選舉前的登記流程，美國全國只有北达科他州的选民在選舉前可以不用登記。 大多数州都會設定选民登记和信息更新的截止日期，有些州會要求選民在選舉日當天或之前進行登記。美國有31個州規定，選民在登记投票的同时還可以宣布加入某个政党。 